# Paul Telfer (football)
Pour les articles homonymes, voir Paul Telfer.
Paul Telfer, né à Édimbourg en 1971, est un footballeur écossais qui évolue au Celtic FC au poste d'arrière droit depuis août 2005. Il a auparavant porté les couleurs de Southampton FC, de Coventry City et de Luton Town FC en premiership anglaise. De juillet 2007 à juillet 2008 il jouait à AFC Bournemouth dans le Sud de l'Angleterre. Ensuite, il s'est engagé avec Leeds United en tant qu'arrière droit ou défenseur central. Il continue sa carrière dans des clubs semi-professionnels depuis 2009.

## Carrière
- 1991-1995 : Luton Town  Angleterre (143 matchs et 21 buts)
- 1995-2001 : Coventry City  Angleterre (224 matchs et 12 buts)
- 2001-2005 : Southampton  Angleterre (118 matchs et 1 but)
- 2005-2007 : Celtic Glasgow  Écosse (73 matchs et 1 but)
- 2007-2008 : Bournemouth AFC  Angleterre (21 matchs)
- 2008-2009 : Leeds United  Angleterre (18 matchs).
- 2009 : Slough Town  Angleterre (2 matchs)
- 2011 : Sutton United  Angleterre